# Chartham
Chartham är en ort och civil parish i grevskapet Kent i sydöstra England. Orten ligger i distriktet Canterbury, cirka 5 kilometer sydväst om Canterbury. Tätorten (built-up area) hade 3 572 invånare vid folkräkningen år 2021.
Orten är sammanväxt med samhället Shalmsford Street i väster. Det var tidigare platsen för ett mentalsjukhus som numera omvandlats till bostäder. I civil parishen ligger även orten Chartham Hatch.